# Ditomyia macroptera
Ditomyia macroptera is een muggensoort uit de familie van de Ditomyiidae. De wetenschappelijke naam van de soort is voor het eerst geldig gepubliceerd in 1852 door Winnertz.